# Нажмозеро
Нажмозеро — озеро в Вологодской области России. Исток реки Ножема бассейна Волги.

## География
Расположено на Вепсовской возвышенности на северо-западе Бабаевского района, на высоте 242 метра над уровнем моря.
Расположено практически на водоразделе бассейнов Каспийского и Балтийского морей, всего в двух километрах южнее находится Чаймозеро — исток Ояти. На севере соединяется проливом с Чёрным озером (Мустьярви). Площадь собственно Нажмозера 3,8 км², общего водоёма — 4.4 км². Площадь водосборного бассейна — 16,6 км².
На южном берегу озера расположены развалины одноимённой вепсской деревни.

## Данные водного реестра
По данным государственного водного реестра России и геоинформационной системы водохозяйственного районирования территории РФ, подготовленной Федеральным агентством водных ресурсов:
- Бассейновый округ — Верхневолжский
- Речной бассейн — (Верхняя) Волга до Куйбышевского водохранилища (без бассейна Оки)
- Речной подбассейн — Реки бассейна Рыбинского водохранилища
- Водохозяйственный участок — Шексна от истока (включая озеро Белое) до Череповецкого гидроузла
- Код водного объекта — 08010200211110000003411